# Maud Le Pladec
Maud Le Pladec, née en 1976 à Saint-Brieuc, est une danseuse et chorégraphe française. 
Elle est directrice du Centre chorégraphique national d'Orléans de 2017 à 2024. En janvier 2025, elle prend ses nouvelles fonctions en tant que directrice du CCN — Ballet de Lorraine.

## Biographie

### Parcours
Elle suit la formation Ex.e.r.ce au CCN de Montpellier et devient par la suite interprète pour divers chorégraphes tel que Georges Appaix, Emmanuelle Vo-Dinh, Loïc Touzé, Mathilde Monnier, Herman Diephuis, Mette Ingvartsen ou encore Boris Charmatz.

### Chorégraphe
Sa première pièce chorégraphique Professor, créée en 2010, pour trois interprètes sur la musique de Fausto Romitelli, remporte le prix de la révélation chorégraphique du Syndicat de la critique. En 2011, elle crée Poetry, deuxième volet autour de Fausto Romitelli.
En 2012 démarre le projet de recherche et de création To Bang on a Can qui tient son nom du collectif Bang on a Can, se déroulant jusqu'en 2015. Ominous Funk et Demo seront les points de départ de ce projet.
En 2014, à l'occasion du projet Hors les Murs de l'Institut français, Maud Le Pladec effectue une recherche à New York sur le courant de la musique post-minimaliste américaine. Les créations Democracy, pièce pour cinq danseurs et quatre batteries (ensemble TaCtuS) et Concrete, création pour cinq danseurs et neuf musiciens (ensemble Ictus) naissent de cette recherche.
En 2015, l'Opéra de Lille invite Maud Le Pladec à participer à la création de l'opéra Xerse, mis en scène par Guy Cassiers. Elle co-crée la même année avec la performeuse new-yorkaise Okwui Okpokwasili Hunted, création autour de la parole donnée aux femmes.
Elle travaille en 2016 avec le metteur en scène Thomas Jolly, qu'elle a rencontré en 2003 au Théâtre national de Bretagne, et sous la direction musicale de Leonardo García Alarcón à l'Opéra national de Paris.
Elle succède en janvier 2017 à Josef Nadj à la direction du Centre chorégraphique national d'Orléans. Elle est l'une des trois directrices de CCN de France. Cette même année, elle crée son solo Moto-cross pour lequel elle travaille sa voix avec Dalila Khatir rencontrée lors de ses précédentes collaborations avec Boris Charmatz et chorégraphie la pièce Borderline mise en scène par Guy Cassiers. 
En 2018, le Festival Montpellier Danse accueille la première de Twenty-seven perspectives, une pièce pour onze danseurs et danseuses. 
2021 voit naître deux de ses créations : Static Shot, une commande du CCN — Ballet de Lorraine, et Counting Stars With You (musiques femmes), une création dédiée aux compositrices du Moyen Âge à aujourd'hui, et à leur invisibilisation dans l'histoire de la musique.
En 2022, Maud Le Pladec crée Silent Legacy au Festival d’Avignon, un duo, entre Adeline Kerry Cruz, 8 ans, jeune prodige du krump et vivant à Montréal, et la danseuse contemporaine professionnelle Audrey Merilus.
À l’invitation de Thomas Jolly, metteur en scène et directeur artistique des Cérémonies des Jeux olympiques et des paralympiques de Paris 2024, elle est à l’œuvre à ses côtés en tant que directrice de la danse et chorégraphe de la cérémonie d’ouverture. Sa mission est de définir l’ambition chorégraphique des Cérémonies, de créer des pièces inédites et de s’entourer d’autres grands noms de la danse pour créer les tableaux artistiques des quatre Cérémonies de Paris 2024. 
En 2024, elle est nommée directrice du CCN — Ballet de Lorraine à compter du 1er janvier 2025,.

## Créations chorégraphiques
- 2010 : Professor[14]
- 2011 : Poetry[15]
- 2013 : Democracy[16] (2e opus du projet de recherche et de création To Bang on a Can)
- 2015 : Concrete[17] et Hunted[18] (dans le cadre du festival Aire de Jeu)
- 2016 : Eliogabalo de Thomas Jolly
- 2017 : Je n'ai jamais eu envie de disparaître[19] (dans le cadre du projet Concordanse), Moto-cross[20] et Borderline[21] (de Guy Cassiers)
- 2018 : Twenty-seven perspectives[22],[23]
- 2020 : Static Shot[24] création pour le Ballet de Lorraine
- 2021: Counting Stars With You (musiques femmes)[25], création dédiée au matrimoine musical, présentée au Festival Montpellier Danse 2021
- 2022 : Silent Legacy[26]

## Distinctions
- Chevalière de l'ordre national du Mérite en 2023
- Officière de l'ordre des Arts et des Lettres en 2025[27] (chevalière en 2015)
- Prix de la révélation chorégraphique du Syndicat de la critique française en 2009
- Prix jardins d'Europe en 2010